# Le Mont-Dore
Le Mont-Dore település Franciaországban, Puy-de-Dôme megyében. Lakosainak száma 1200 fő (2022. január 1.). Le Mont-Dore Perpezat, La Bourboule, Chambon-sur-Lac, Chastreix, La Tour-d’Auvergne, Murat-le-Quaire, Orcival és Saulzet-le-Froid községekkel határos.

## Fekvése
La Bourboule keleti szomszédjában fekvő település.

## Története
A városka vizei gyógyhatásúak, a város fölé emelkedik a Puy de Sancyval vulkanikus hegye, a majd 2000 méter méter magasságával. A Sancy-csúcs drótkötélpályán, majd tovább alig 20 perces gyaloglással érhető el. A csúcsról tiszta időben az Alpok csúcsai is láthatók.

## Galéria

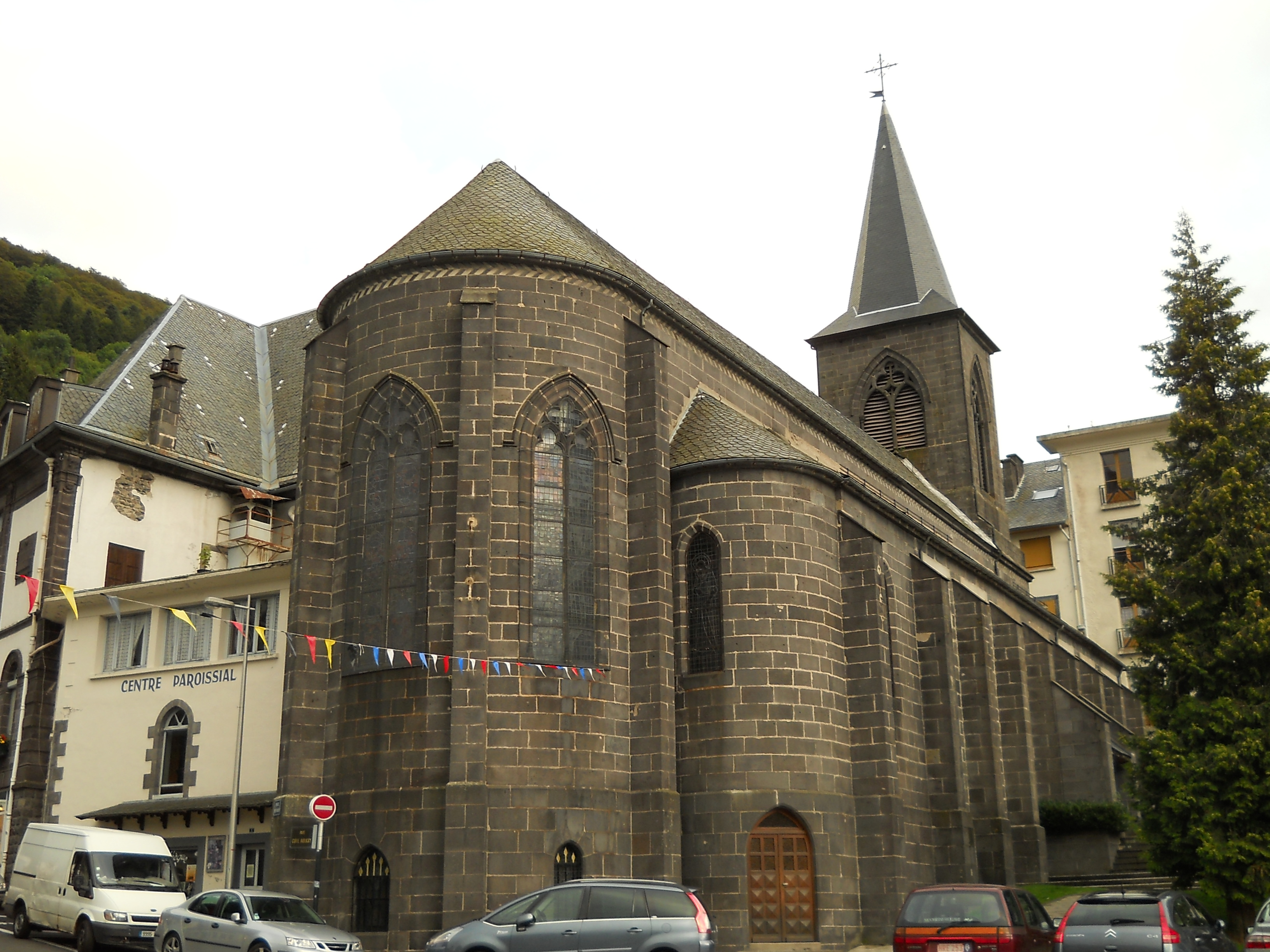
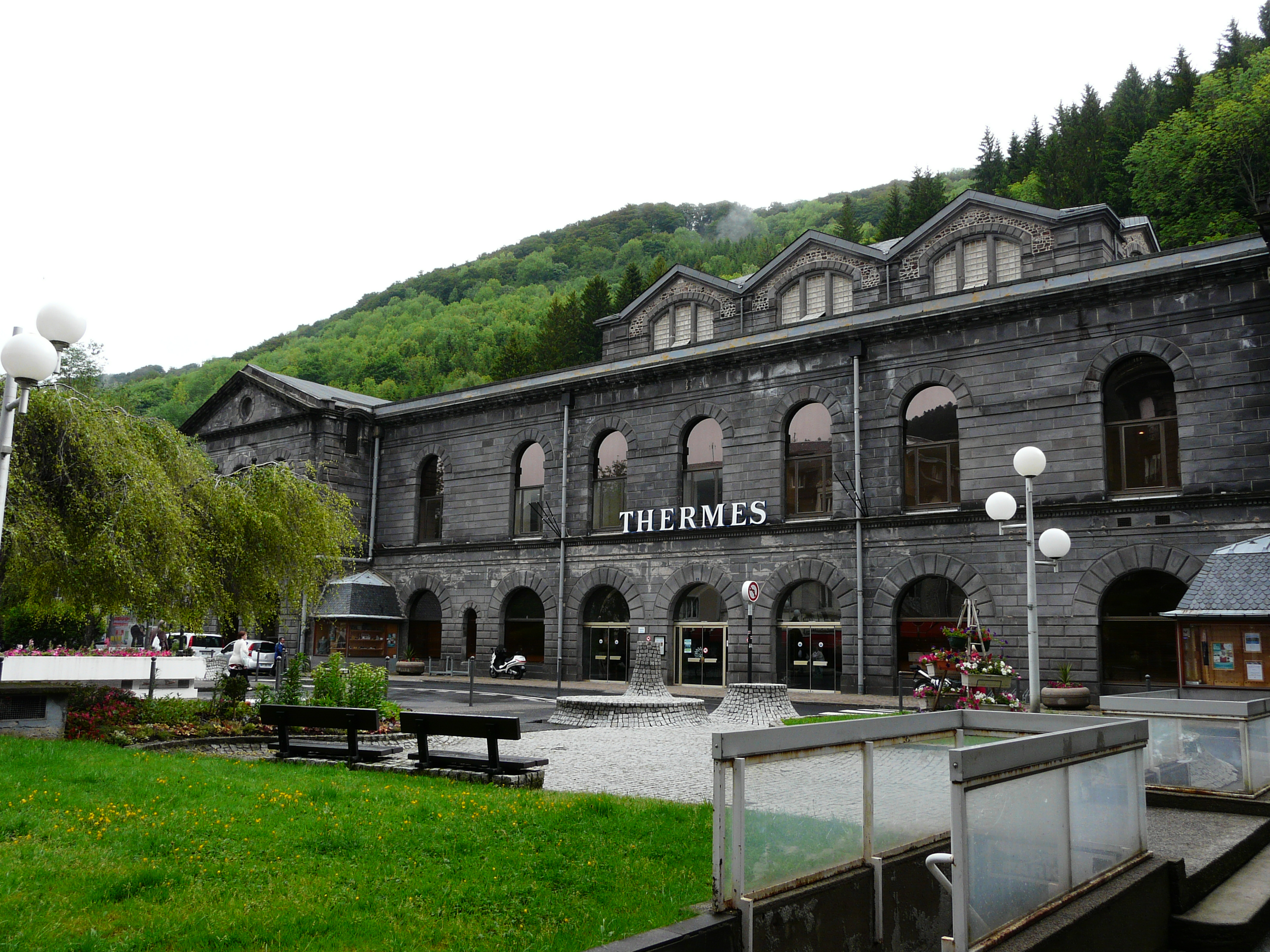
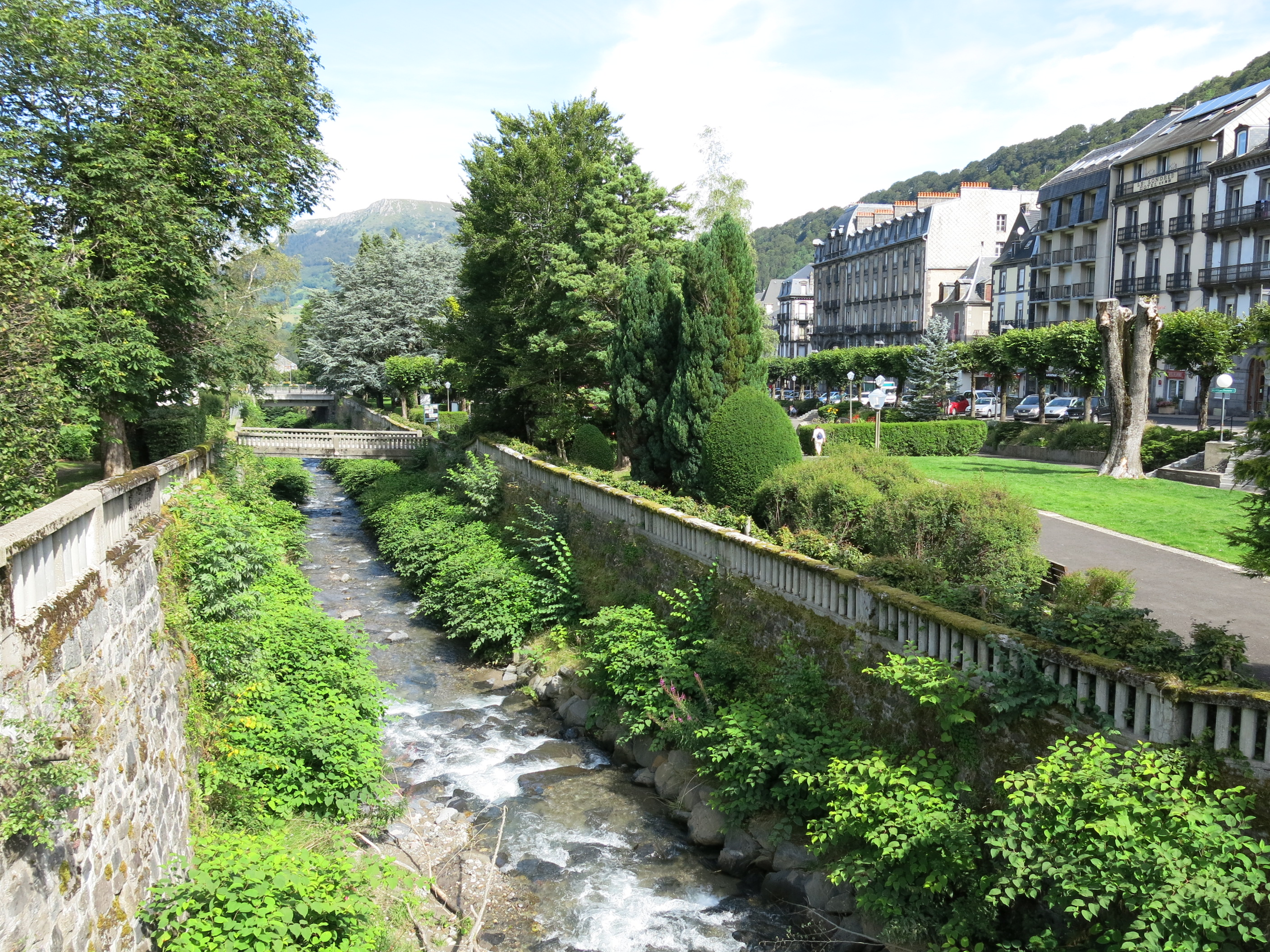
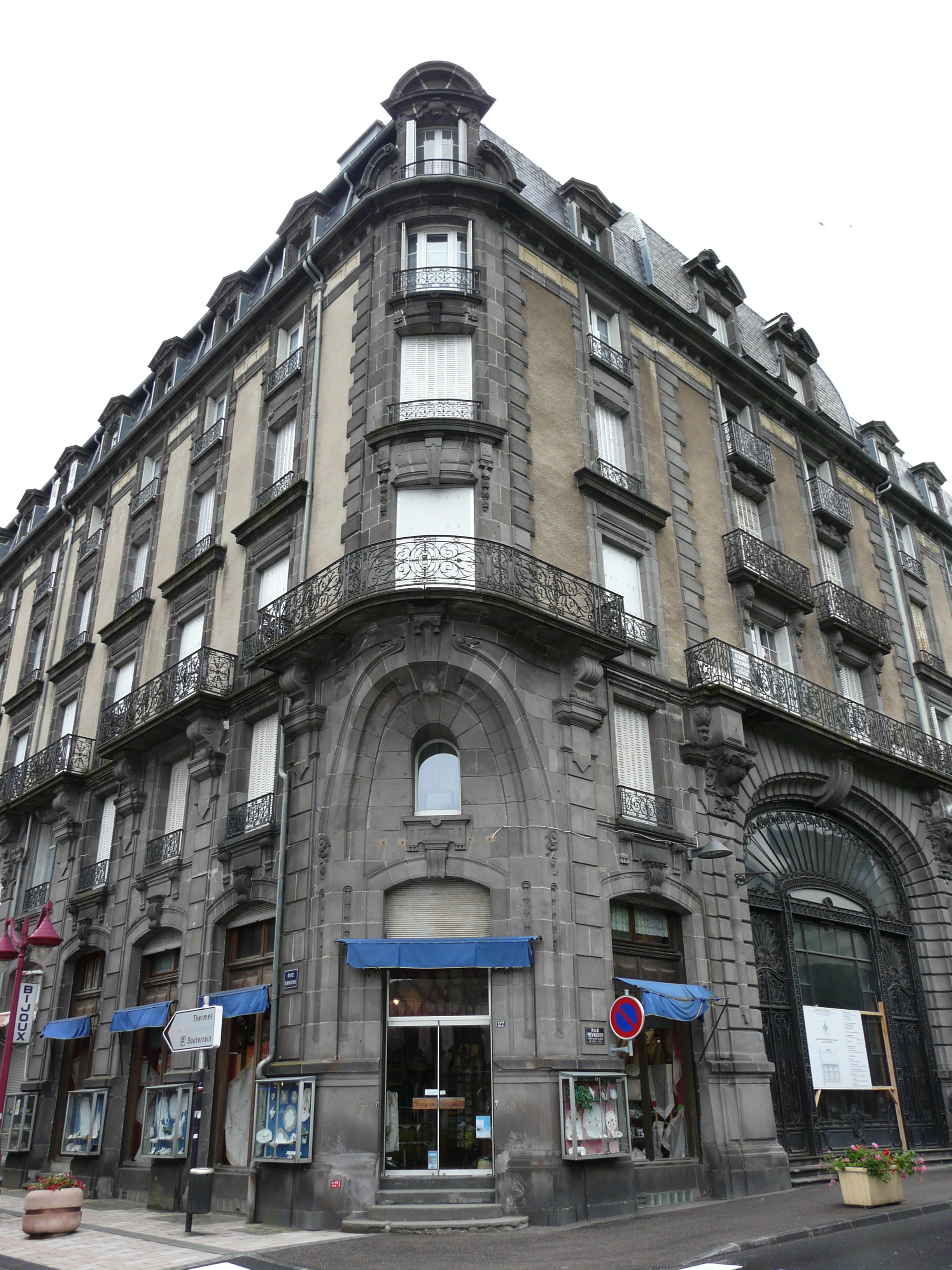
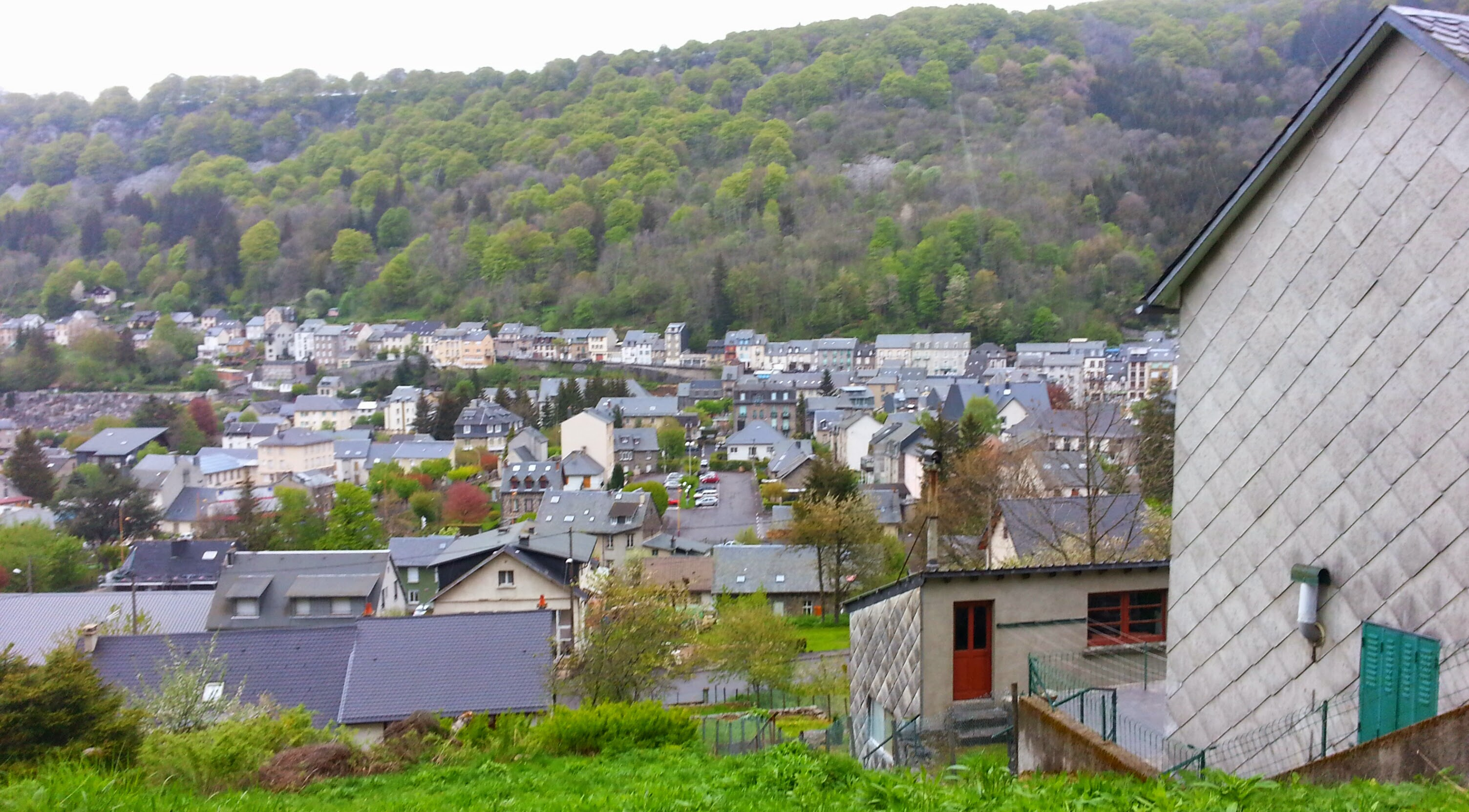
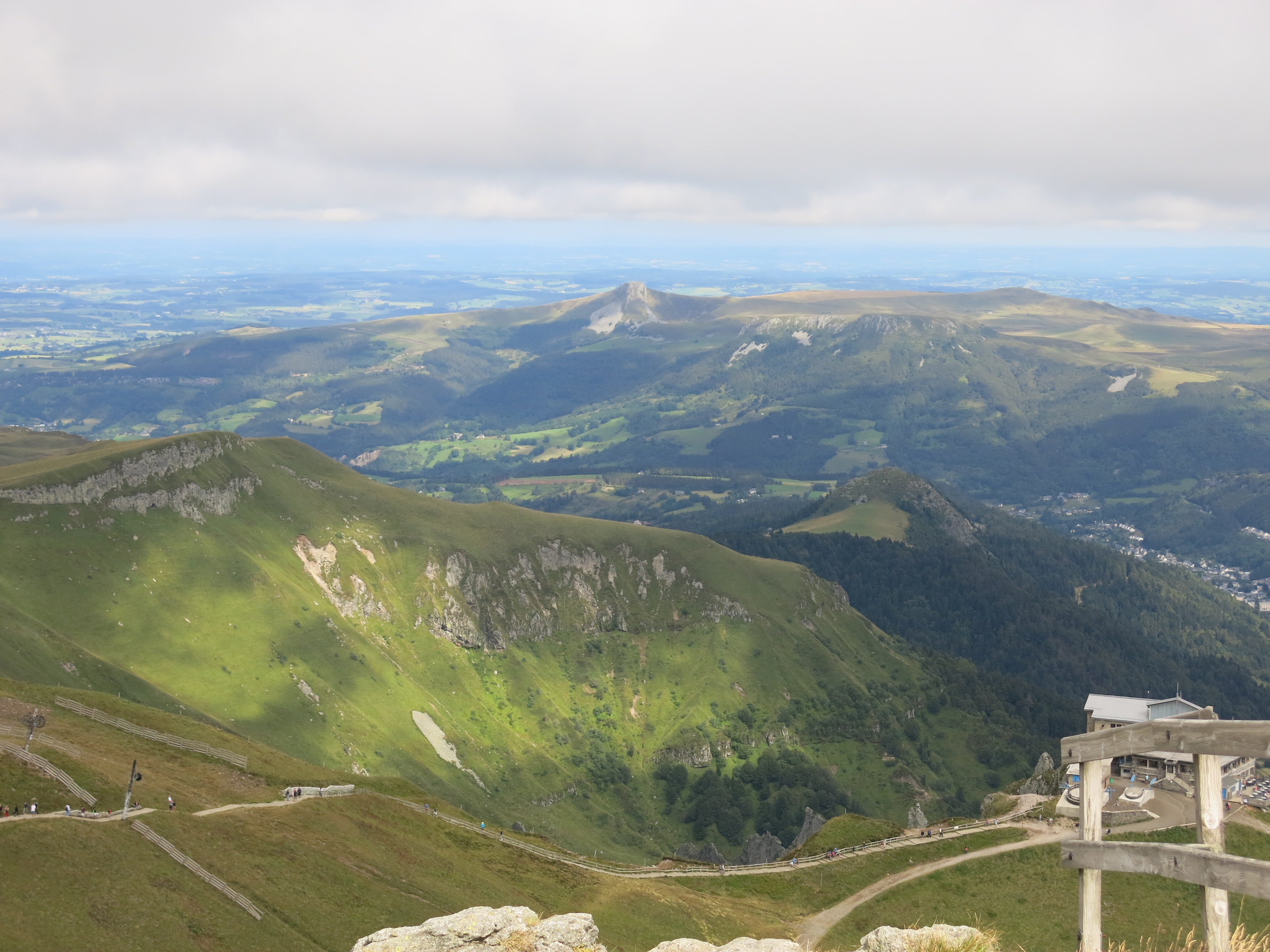
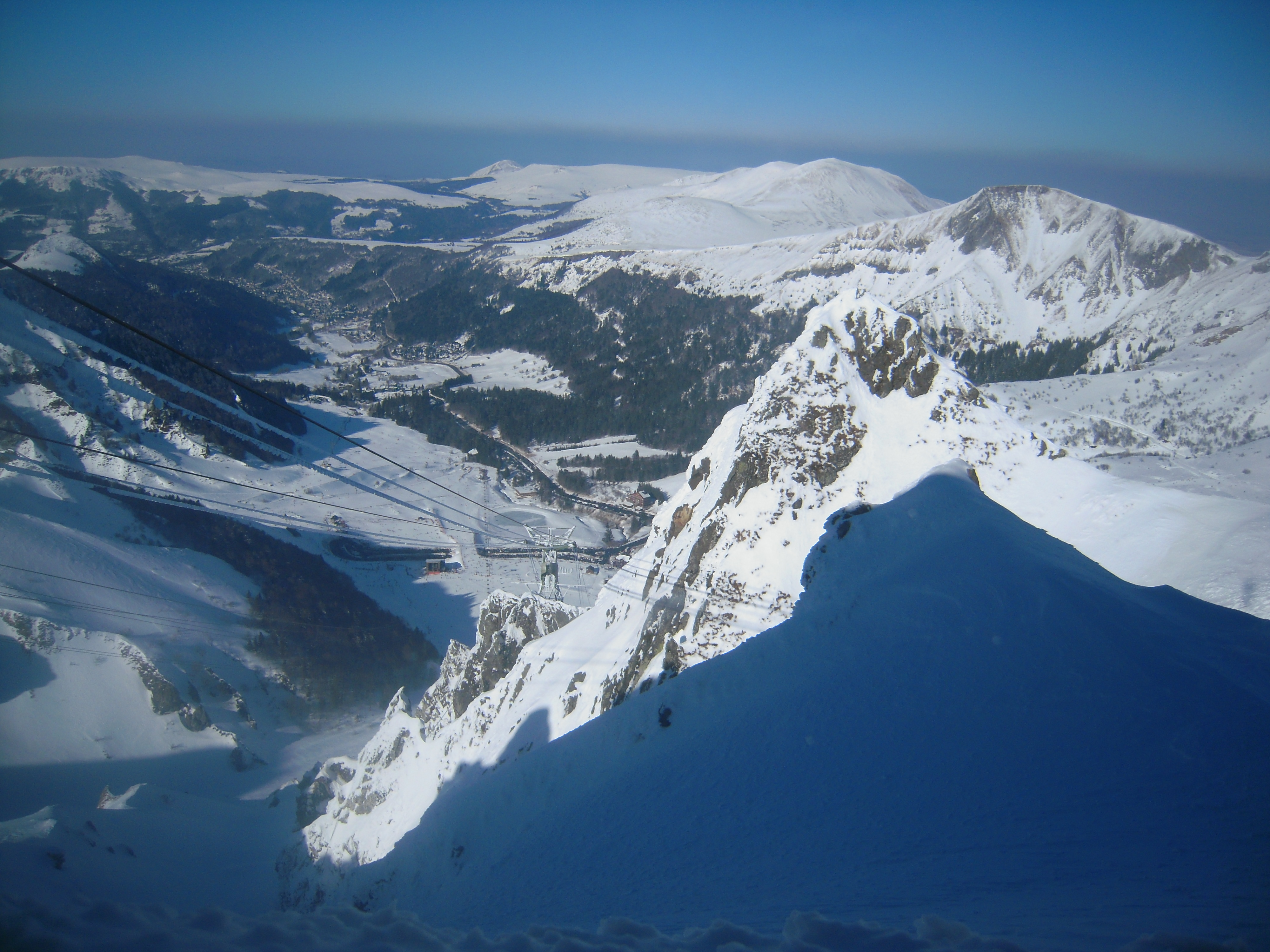
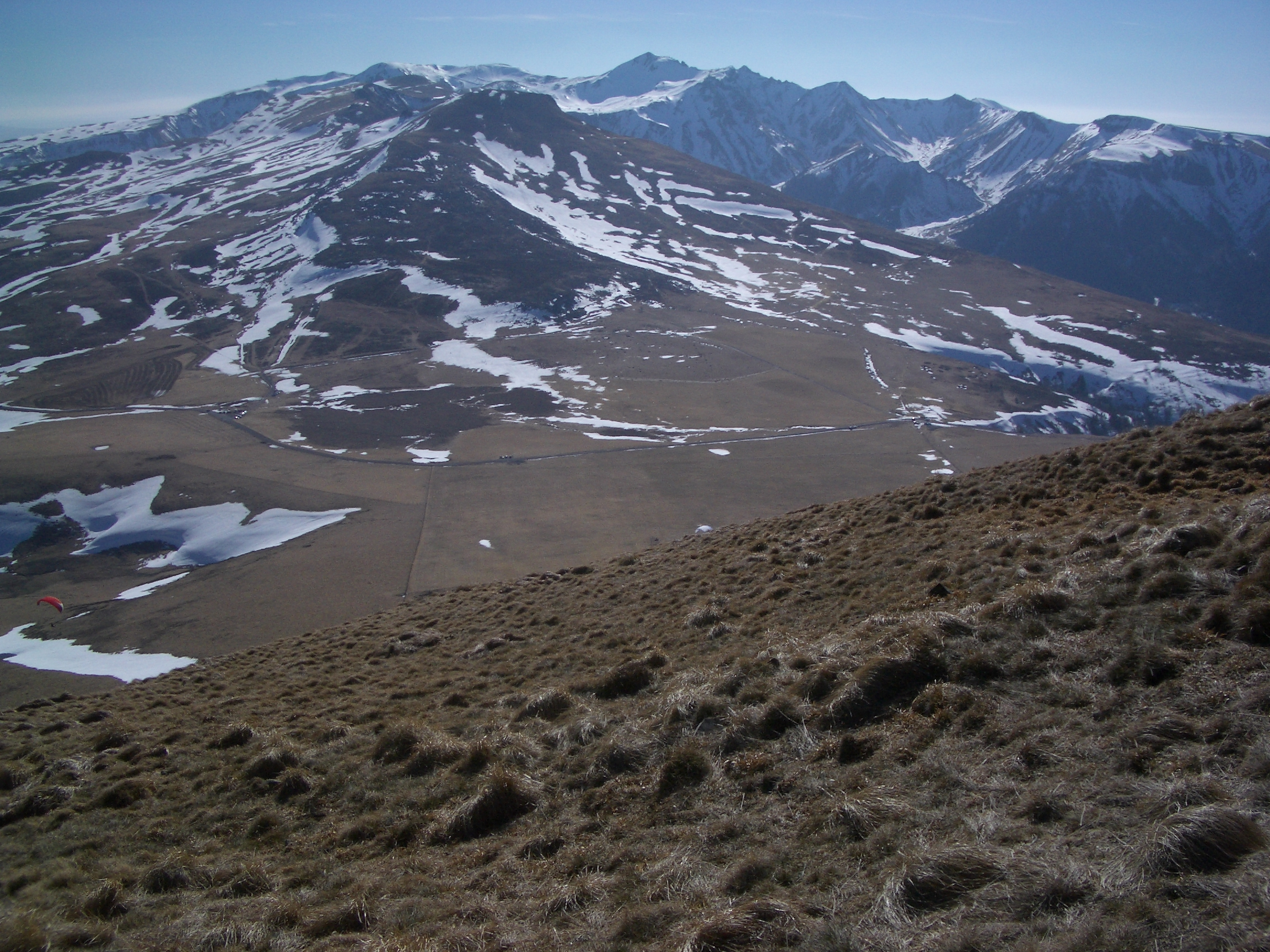
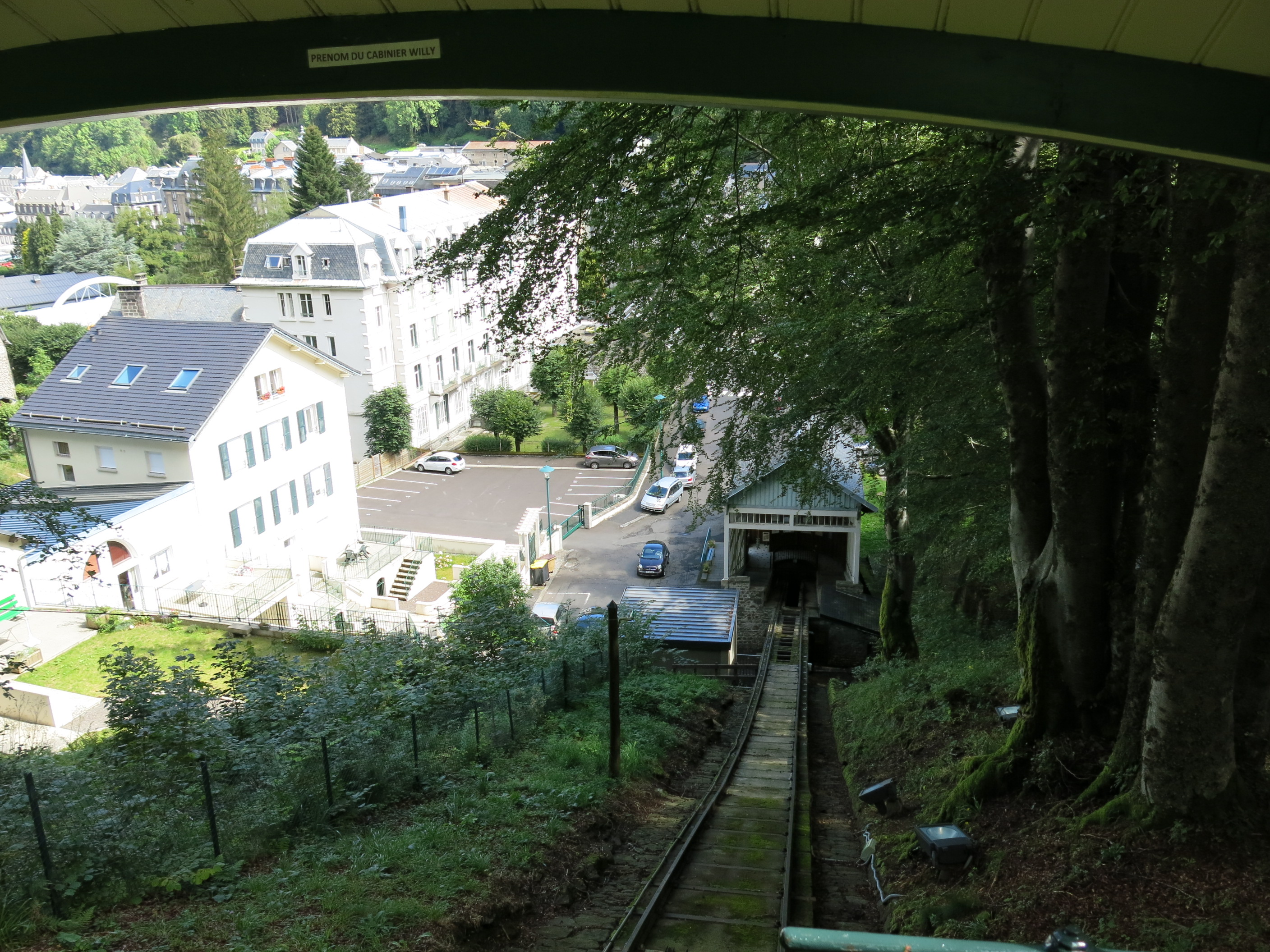
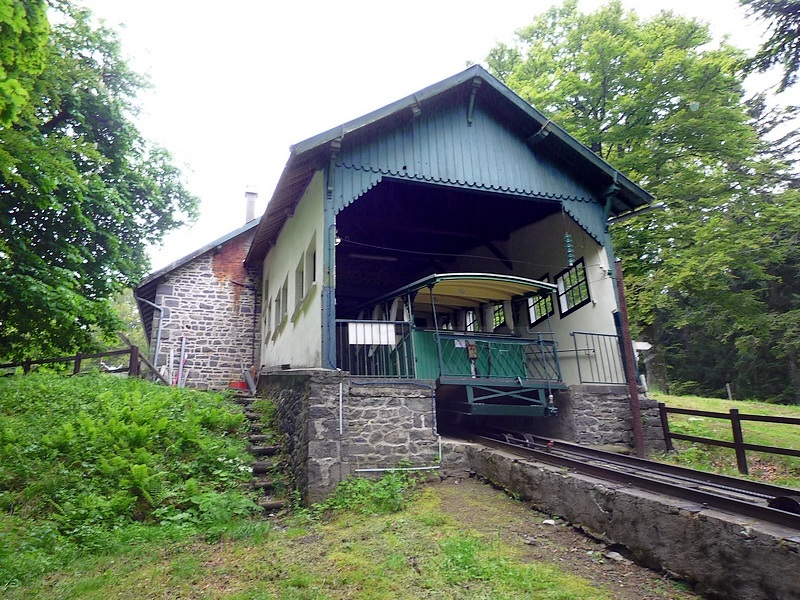
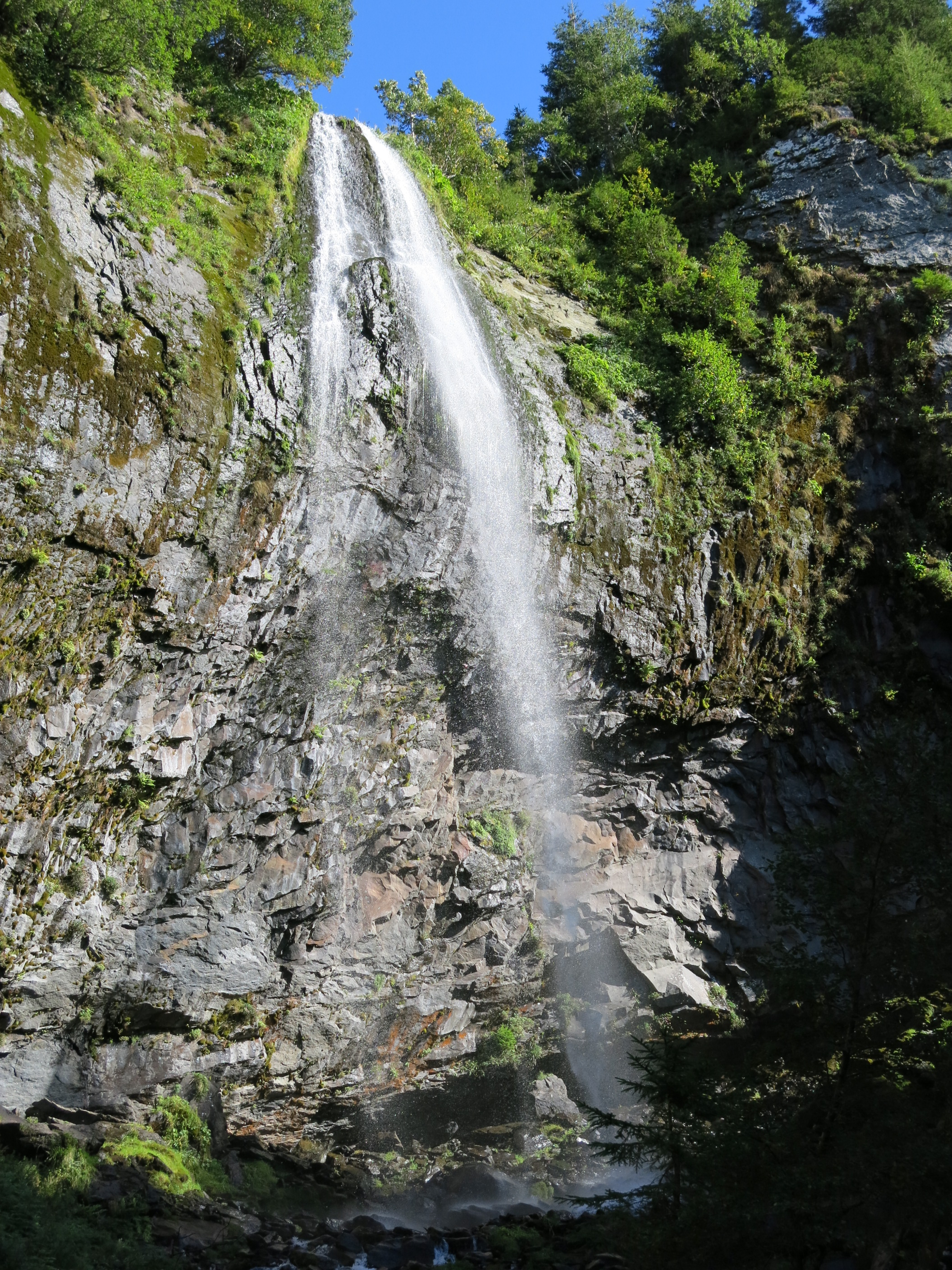
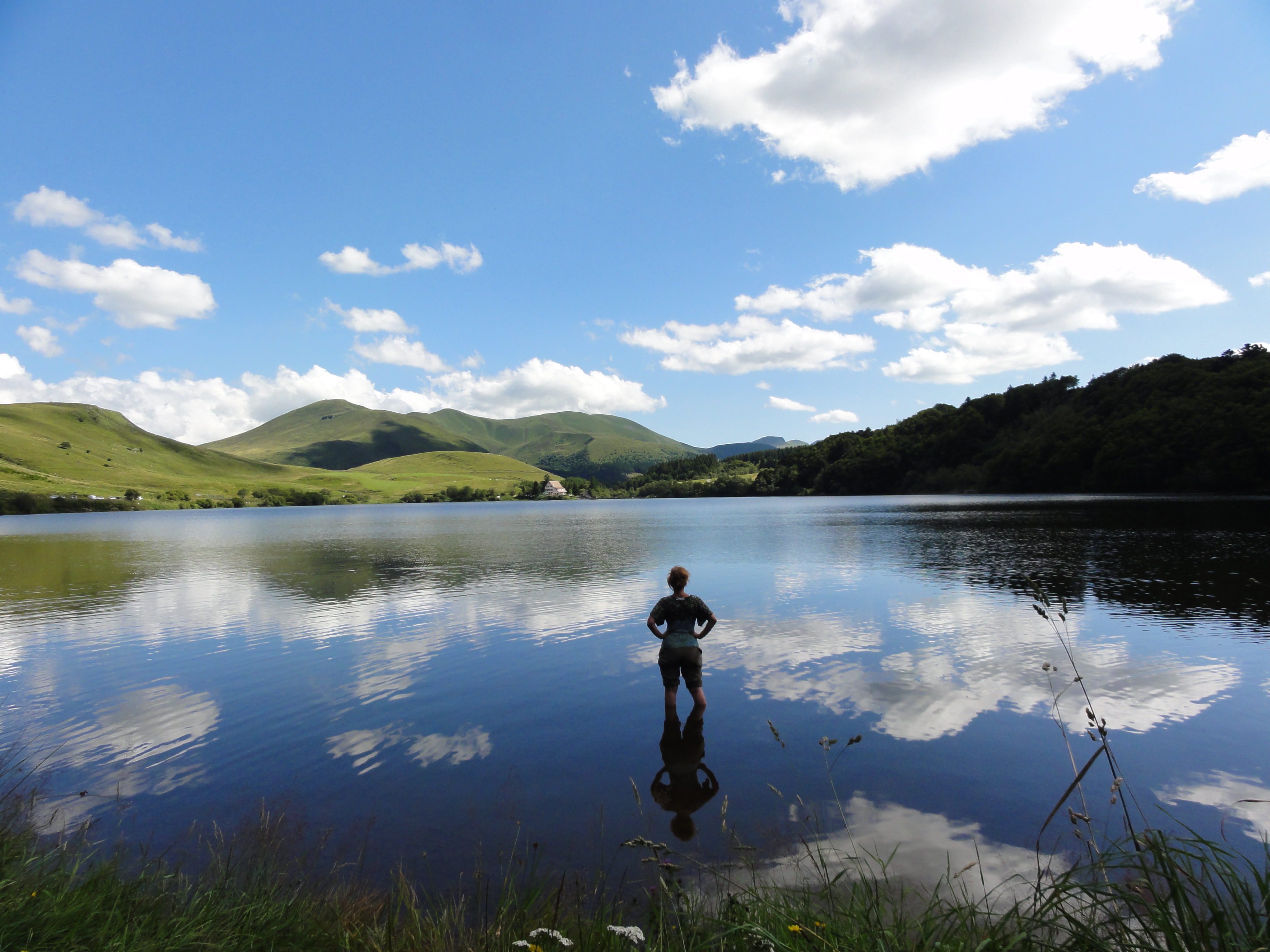